# North Kingstown
North Kingstown é uma vila localizada no estado americano de Rhode Island, no condado de Washington. Foi fundada em 1641 e incorporada em 1674.

## Geografia
De acordo com o United States Census Bureau, a vila tem uma área de 151,4 km², onde 111,7 km² estão cobertos por terra e 39,6 km² por água.

## Demografia
Segundo o censo nacional de 2010, a sua população é de 26 486 habitantes e sua densidade populacional é de 237,05 hab/km². Possui 11 327 residências, que resulta em uma densidade de 101,38 residências/km².